# Plaga zombie: Zona mutante - Revolución tóxica
Plaga zombie: Zona mutante - Revolución tóxica es una película argentina de comedia-terror de 2012 dirigida por Pablo Parés y Hernán Sáez, sobre su propio guion escrito en colaboración con Paulo Soria. Es protagonizada por Hernán Sáez, Berta Muñiz, Pablo Parés, Paulo Soria y Diego Parés. Es la tercera parte de la famosa saga de zombis y gore iniciada con Plaga Zombie. Se estrenó el 30 de marzo de ese año.

## Sinopsis
Una invasión extraterrestre que pone en riesgo el destino de la humanidad se inicia en un pueblo donde se encuentran Bill Johnson, John West y Max Giggs. Los amigos escapan de allí con el propósito de encontrar y destruir la nave invasora antes de que esta complete su maléfico plan de conquista.

## Reparto
| - Hernán Sáez ... Max Giggs - Berta Muñiz ... John West - Pablo Parés ... Bill Johnson - Paulo Soria ... Junior / Cliente #2 / Zombie espada #2 - Diego Parés ... Willy Boxer - Walter Cornás ... Jack J. Taylor / Zombie Cagado - Esteban Podetti ... Agente James Dana - Pablo Fayó ... Agente David Fox - Diego Echave ... Zombie catch - Liniers ... Linierzombie - Pablo Conde ... Falso John West - Andy Saban ... Falso Bill Johnson - Daniel de la Vega ... Punk #2 - Adrián García Bogliano ... Punk #4 - Laura Casabé ... Punk #3 - Mad Crampi ... Punk #1 - Dan Trugman ... Conductor TV - Alejandro D'Aloisio ... Doble de Max Giggs - Martín Douglas ... Doble de John - Gabriela M. Crescipulli ... Bailarina #1 - Grisel D'Angelo ... Bailarina #2 | - Diego Azulay ... Cliente #1 - Marcelo Leguiza ... Cliente #3 - Alfredo Prandi Gorini ... Cliente #4 - Walter Delucchi ... Cliente #5 - Agustín Maicas ... Cliente #6 - Julia Lenzberg ... Prostituta #1 - María Balestrini ... Prostituta #2 - Alina Ramos Madero ... Prostituta #3 - Gisela Toledo Chiqui ... Prostituta #4 - Tomás Grounauer ... Zombie Padre - Valentino Letcher ... Zombie Hijo - Gastón Paonessa ... Zombie Burlón #1 / Zombie terraza #4 - Goyo Escardó ... Abducción inicial / Zombie Burlón #2 - Pablo Guardia ... Zombie Babycall - Juan Bautista Dartiguelongue ... Zombie espada #1 - Matías Martín Saucedo ... Zombie terraza #1 - Matías Lojo ... Zombie terraza #2 - Esteban Rojas ... Zombie terraza #3 - El Cicho ... Zombie terraza #5 - Mario Zapata ... Zombie sombrero |